# Poecilandra retusa
Poecilandra retusa là một loài thực vật có hoa trong họ Ochnaceae. Loài này được Tul. miêu tả khoa học đầu tiên năm 1847.